# Baanwielrennen op de Paralympische Zomerspelen 2020 - Tijdrit mannen C1-C3
De baanwielrennen Tijdrit mannen C1-C3 tijdens de Paralympische Zomerspelen 2020 vond plaats in de Izu Velodrome, Japan. Deze combinatieklasse (C1-3) onder classificatie C is voor fietsers die beperkingen hebben aan de benen, armen en/of romp, maar wel in staat zijn een standaardracefiets te gebruiken. Om de competitie tussen de drie klassen eerlijk te houden is er gebruik gemaakt van een rekenmodel. Doordat het een gecombineerde klasse is, werden er in 2020 drie wereldrecords gereden. 

## Uitslag
| #      | Heat | Renners | Renners                     | Klasse | Orginele tijd | Berekende tijd | opm. |
| ------ | ---- | ------- | --------------------------- | ------ | ------------- | -------------- | ---- |
| Goud   | 19   | CHN     | Li Zhangyu                  | C1     | 1:08.347      | 1:03.877       | WR   |
| Zilver | 18   | FRA     | Alexandre Léauté            | C2     | 1:09.211      | 1:05.031       | WR   |
| Brons  | 22   | GBR     | Jaco van Gass               | C3     | 1:05.569      | 1:05.569       | WR   |
| 4      | 2    | RPC     | Mikhail Astashov            | C1     | 1:10.450      | 1:05.843       |      |
| 5      | 17   | AUS     | Gordon Allan                | C2     | 1:10.331      | 1:06.083       |      |
| 6      | 13   | JPN     | Shota Kawamoto              | C2     | 1:12.936      | 1:08.531       |      |
| 7      | 20   | BEL     | Diederick Schelfhout        | C3     | 1:08.825      | 1:08.825       |      |
| 8      | 11   | ESP     | Ricardo Ten Argilés         | C1     | 1:13.794      | 1:08.968       |      |
| 9      | 21   | ESP     | Eduardo Santas Asensio      | C3     | 1:08.992      | 1:08.992       |      |
| 10     | 12   | CHN     | Liang Guihua                | C2     | 1:13.907      | 1:08.968       |      |
| 11     | 23   | USA     | Joseph Berenyi              | C3     | 1:09.582      | 1:09.582       |      |
| 10     | 9    | USA     | Aaron Keith                 | C1     | 1:15.682      | 1:10.732       |      |
| 12     | 10   | RPC     | Arslan Gilmutdinov          | C2     | 1:15.691      | 1:11.119       |      |
| 13     | 14   | COL     | Alejandro Perea Arango      | C3     | 1:11.423      | 1:11.423       |      |
| 14     | 15   | JPN     | Masaki Fujita               | C3     | 1:12.306      | 1:12.306       |      |
| 15     | 8    | CZE     | Ivo Koblasa                 | C2     | 1:17.287      | 1:12.619       |      |
| 16     | 6    | ROM     | Eduard Mihaita Moescu       | C2     | 1:21.089      | 1:16.191       |      |
| 17     | 7    | ARG     | Rodrigo Fernando Lopez      | C1     | 1:22.594      | 1:17.192       |      |
| 18     | 3    | SWE     | Henrik Marvig               | C3     | 1:18.100      | 1:18.100       |      |
| 19     | 5    | BRA     | Carlos Alberto Gomes Soares | C1     | 1:24.411      | 1:18.891       |      |
| 20     | 4    | VEN     | Victor Hugo Garrido Marquez | C2     | 1:27.534      | 1:22.247       |      |
| 22     | 1    | CUB     | Damian Lopez Alfonso        | C1     | 1:30.047      | 1:24.158       |      |
|        | 16   | CAN     | Tristen Chernove            | C1     | DNS           | DNS            |      |